# Mário Rolim Teles
Mário Rolim Telles ou Mário Rolim Teles, de acordo com a ortografia atual, (11 de março de 1887 — São Paulo, 10 de setembro de 1980) foi um fazendeiro e político brasileiro.

## Biografia
Filho de Clementina Rolim e Antonio Teles, formou-se na Faculdade de Direito da Universidade de São Paulo. Considerado um dos maiores fazendeiros do Brasil, dedicou-se ao plantio do café e foi presidente da Sociedade Rural Brasileira por 2 mandatos.
Chegou a ser filiado ao Partido Republicano Paulista (PRP), e após o final do Estado Novo, fundou o Partido Agrário Nacional em 1945. Nas eleições gerais, não elegeu nenhum de seus candidatos para a Câmara Federal, e na eleição presidencial, Rolim Teles foi o último colocado na disputa, recebendo apenas 10.001 votos (0,17% do total), vencendo apenas no Território Federal do Rio Branco (atual estado de Roraima).
Após a eleição, o PAN fundiu-se com o Partido Republicano Progressista (fundado também em 1945) e o Partido Popular Sindicalista (PPS), formando o PSP.
Era casado com Eunice Correa, e veio a falecer em 10 de setembro de 1980, aos 93 anos.